# Menhire der Halbinsel Quiberon

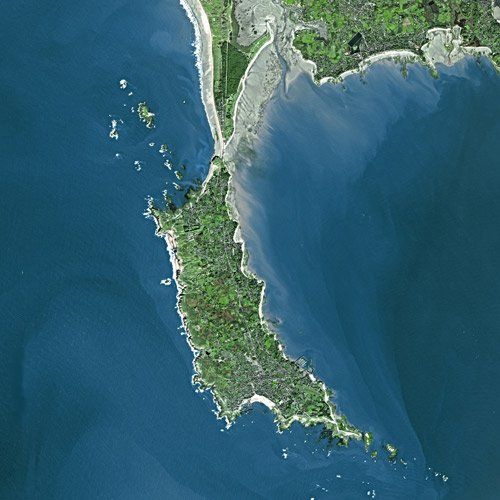
Halbinsel Quiberon

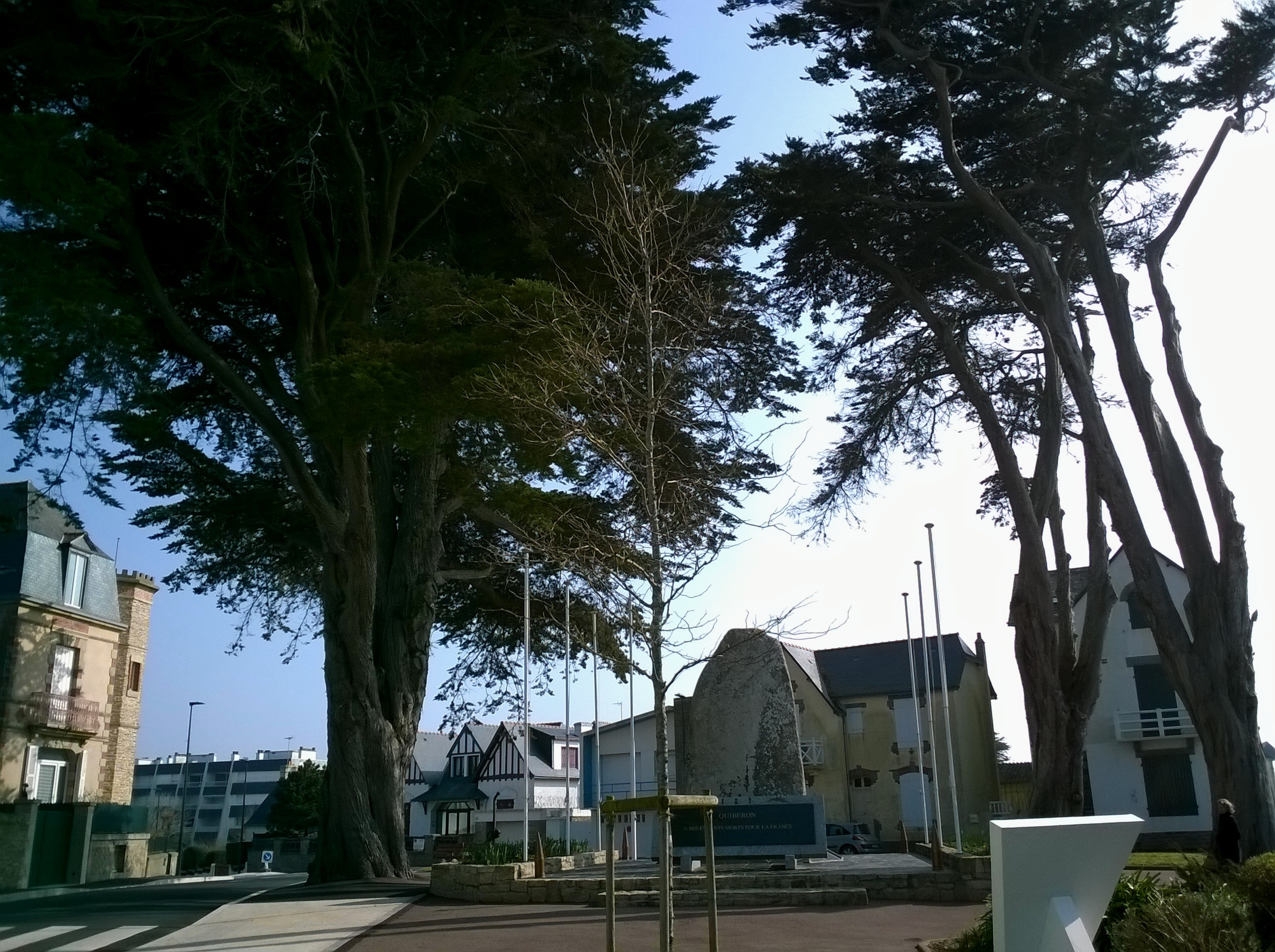
Der Quiberon Menhir als Kriegerdenkmal

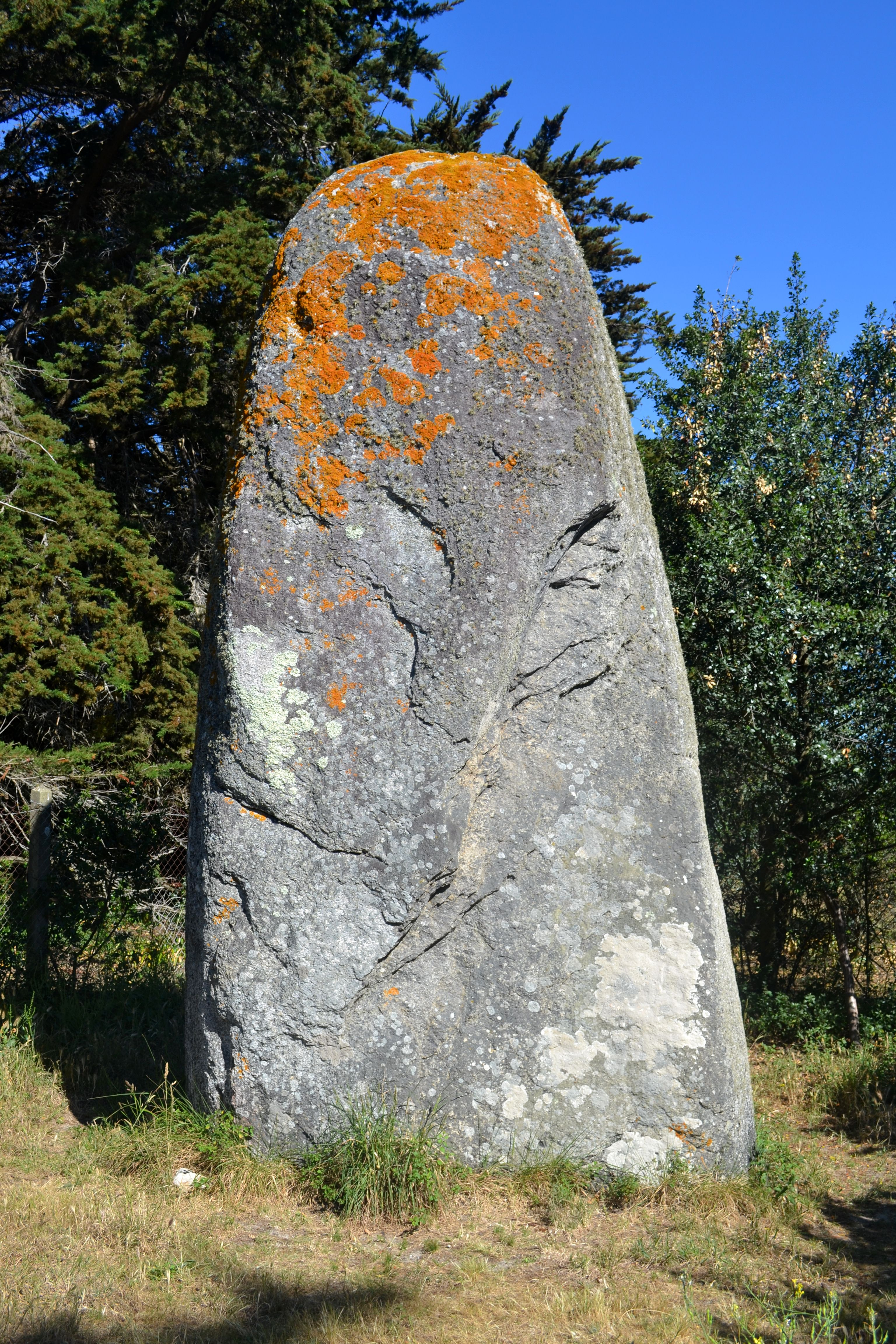
Menhir von Goulvarc’h

Die mehr als zehn Menhire der Halbinsel Quiberon stehen zumeist im Süden der Halbinsel, in und um den Ort Quiberon oder bei Saint-Pierre-Quiberon.

## Die großen Menhire
- Der massige Quiberon Menhir (auch Monument aux Morts genannt) steht auf einem Platz an der Rue Pouligner in Quiberon und ist etwa 5,0 m hoch.

Die vier flechtenüberzogenen Menhire von Mané Meur (auch Mané-Meur) stehen westlich von Quiberon.

Menhire von Mané-Meur
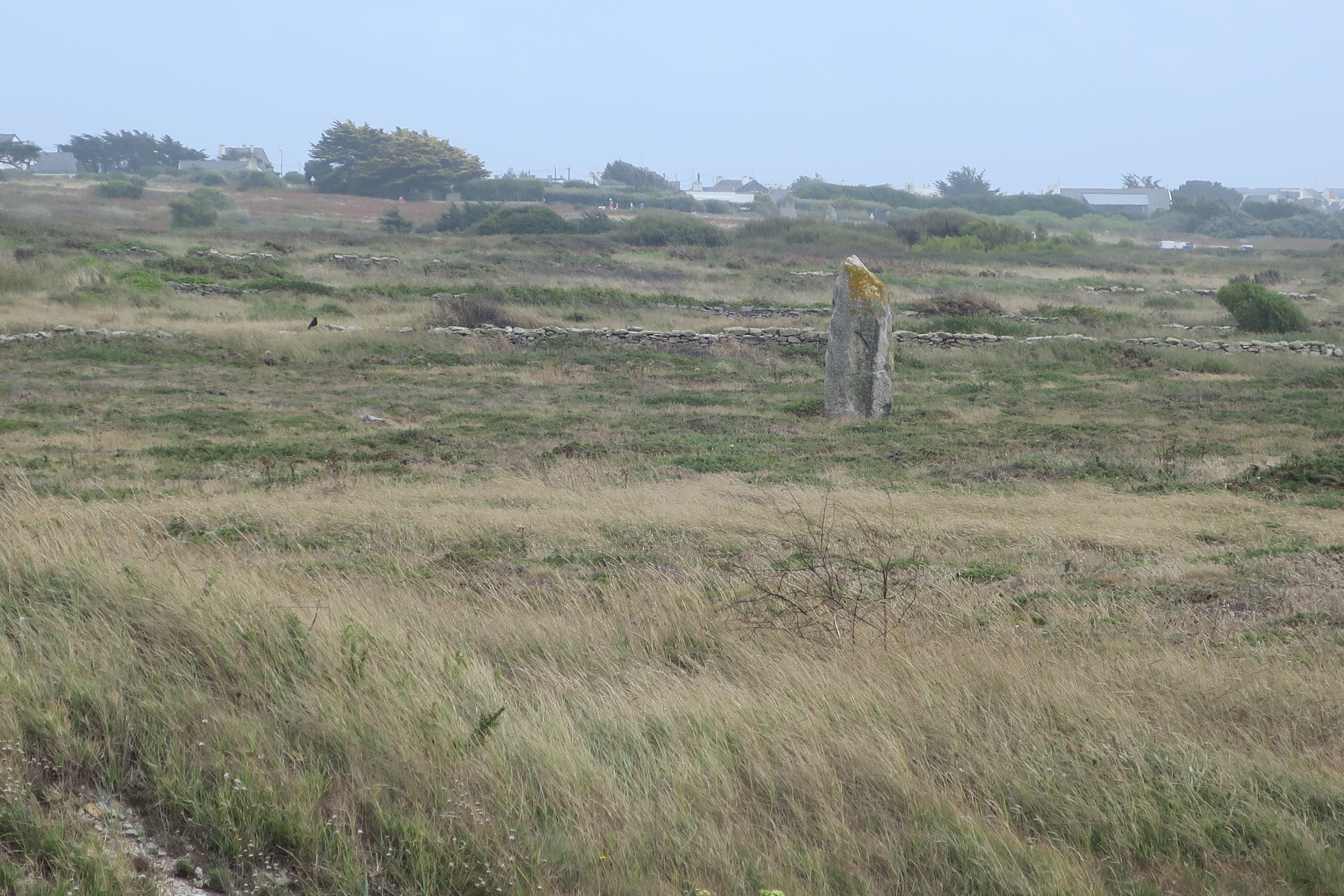
Menhir Mané Meur 1
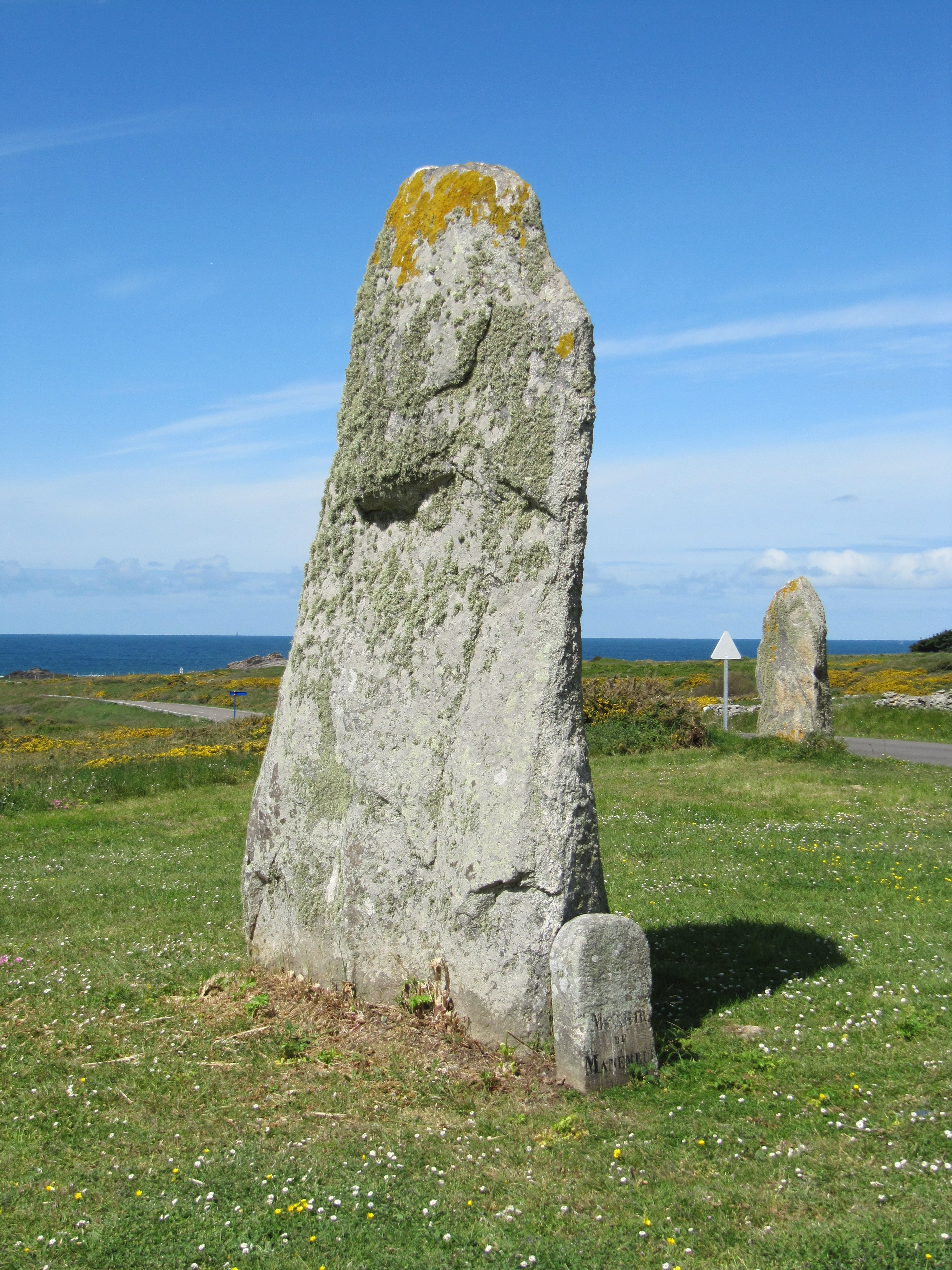
Menhire Mané Meur 2 und 3
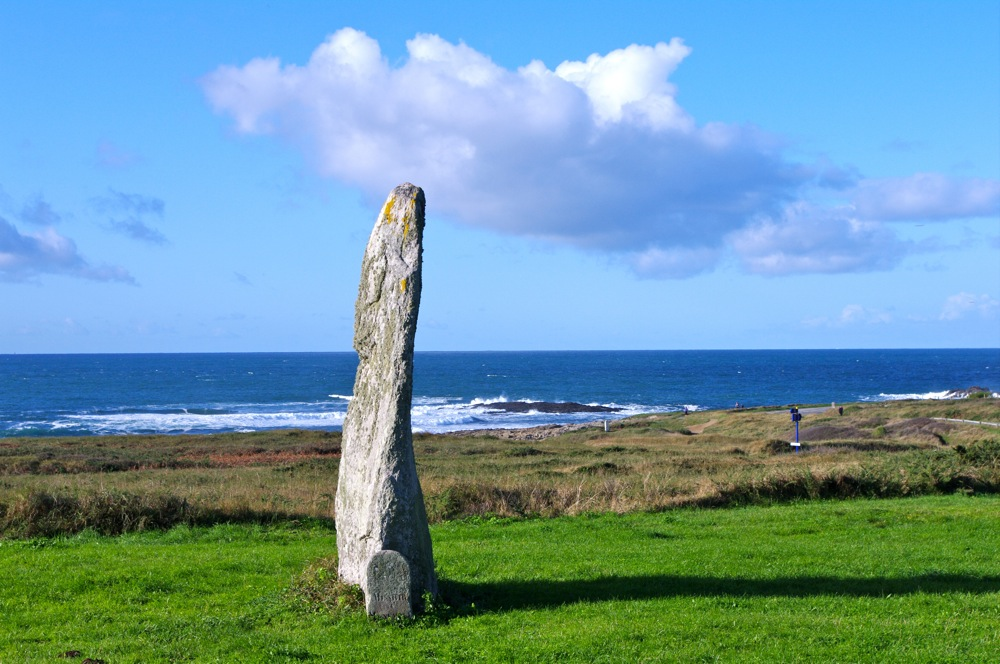
Menhir 3 von Mané Meur
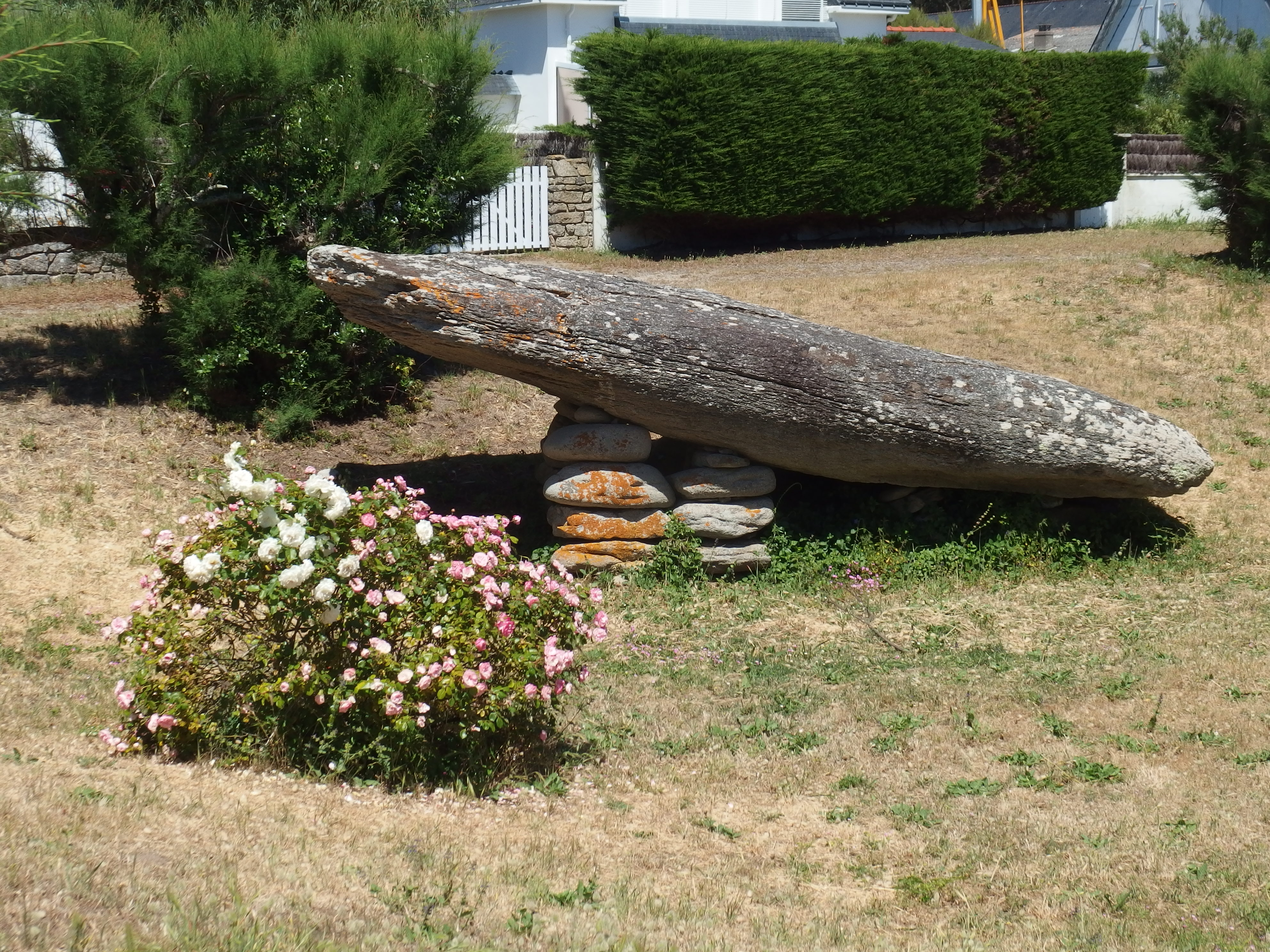
Menhir couché

- Der Menhir Manémeur 1 (auch Menhir de la pointe d'Er-Limouzen genannt) steht im Weiler Manémeur, ist etwa 3,0 m hoch, 2,0 m breit, 0,5 m dick. Er ist ein Schalenstein (französisch pierre à cupules) und hat mehrere Schälchen auf seiner Südseite.
- Die Menhire Manémeur 2 + 3 stehen etwa 20 m voneinander entfernt. Der größere ist etwa 5,0 m hoch, 3,0 m breit und verjüngt sich nach oben. Der kleinere ist etwa 3,0 m hoch.
- Der Menhir Manémeur 4 steht meernah bei Port Kehau und ist knapp 3,0 m hoch. Bei Sturm wird er durch ein Blasloch mit Meerwasser bespritzt.

- Der Menhir von Goulvars (auch Goulvarch Menhir oder Menhir de Goulvarc'h genannt) steht am Flugplatz, südöstlich von Quiberon. Er ist aus Granit und etwa 5,0 m hoch. Der untere Meter ist durch Treibsand verdeckt.
- Der Menhir von Conguel (auch Menhir de Port Jean genannt) ist etwa 3,5 Meter hoch und 1,0 Meter breit und steht neben der Straße. Etwa 20 m entfernt liegt der Dolmen du Conguel.
- Die beiden Menhire von Beg-er-Goalennec stehen beiderseits der Küstenstraße, westlich von Quiberon, zwischen den Menhiren 3 und 4 von Manémeur. Menhir A ist ein zerbrochener Menhir neben einem Restaurant an der Cote Sauvage. Es ist etwa 4,0 Meter hoch, weitere 2,0 Meter sind oben abgebrochen. Es ist über 2,0 Meter breit und 30 cm dick. Menhir B ist ein etwa 3,0 m hoher herzförmig abgebrochener Menhir.
- Der Menhir de Beg er Vil (auch Menhir de Berer Vil oder Menhir couché – der Schlafende genannt) ist etwa 6,0 m lang und liegt an der Rue du Menhir Couché, in der südlichen Ortsbebauung von Quiberon. Er trägt Schälchen und Bilder belegen, dass er 1882 noch stand.

## Die kleinen Menhire
- Die Menhire de Keridenvel 1 und 2 stehen beiderseits der Bahnlinie, bei Saint-Pierre-Quiberon. Menhir 1 ist etwa dreieckig, wobei ein großes Stück abgespalten ist. Menhir 2 steht näher an der Ortsbebauung
- Der Menhir de la Pointe de la Guérite ist ein kleiner Menhir an den Klippen der Cote Sauvage zwischen dem Klippenpfad und der Küstenstraße. Er gehört wahrscheinlich, als „Menhir indicatuer“, zur nahegelegenen Allée couverte de la Pointe de Guérite. Sie wurde am östlichen Ende von der Straße durchschnitten, so dass sie möglicherweise länger war als die derzeitigen etwa 6,0 Meter.
- Der Menhir d’Er Men Guen steht auf einem Parkplatz im Norden von Quiberon.